# Lisa Tuttle
Lisa Tuttle, född 1952 i Houston, är en amerikansk science fiction-författare, hon belönades 1981 med Nebulapriset för novellen The Bone Flute men avböjde utmärkelsen.

### Romaner
- Windhaven (1981) (tillsammans med George R. R. Martin)
- Familiar Spirit (1983)
- Catwitch (1983) (tillsammans med Una Woodruff)
- Angela's Rainbow (1983) (tillsammans med Michael Johnson)
- Gabriel (1987)
- Lost Futures (1992)
- Panther in Argyll (1996)
- The Pillow Friend (1996)
- Love On-line (1998)
- Mad House (1998)
- My Death (2004)
- The Mysteries (2005)
- The Silver Bough (2006)
- Wikimedia Commons har media som rör Lisa Tuttle.